# Seqr
Seqr var en mobil betalningsmetod från Seamless som lanserades i Sverige under 2011. Efter lanseringen i Sverige utökades deras verksamhet till USA,  Nederländerna, Spanien, Tyskland, Frankrike och Italien.
Flera svenska företag som Hemköp och McDonalds anslöt sig till betalningsmetoden. År 2014 ansåg dessa kedjor att för få kunder använde sig av mobilbetalningen.
Trots sin relativt stora utbredning slog inte Seqr igenom hos konsumenterna. Kritiker menade att det var komplicerat att komma igång och att det kändes osäkert att betala med mobilen, att det var ett problem att inte alla butiker tog Seqr, samt att batteriet i telefonen kunde ta slut.
Förespråkare uppskattade enkelheten med att ha kundklubbar, kvitton och erbjudanden integrerat i appen, och att det sköttes automatiskt vid köp. Samt de nya möjligheter som inte kort kan erbjuda, som att betala och förlänga parkeringen fjärrstyrt ifrån Seqr.
I juli 2016 lanserades tjänsten blippa & betala för Android-telefoner. Det gjorde det möjligt för användare att betala i alla butiker med stöd för blipp.
18 April 2018 köptes företaget upp av Glase FinTech AB  och appen bytte namn till Glase.
11 December 2018 lades tjänsten ned.

## Andra funktioner i Seqr
Man kan, precis som med Swish, skicka pengar till en annan person via den personens telefonnummer. Det går att köpa varor direkt från en annons, genom att scanna en QR-kod, godkänna och få paketet skickad till sin registrerade adress. På samma sätt kan man genomföra ett köp på internet genom att godkänna beloppet och få varorna hemskickade till sin registrerade adress. Med tjänsten allainsamlingar i Seqr går det att skänka pengar till välgörenhet utan att delar av gåvan försvinner till en mellanhand, dvs organisationen får hela beloppet.
I Seqr finns en enkel kassa, så att man även kan ta betalt med Seqr i mindre skala. Det går även att generera annonser med QR-koder för försäljning.

## Säkerhet
Vissa säkerhetsproblem finns. Liksom med kortbetalning kan telefonen stjälas och användas. Man behöver ange en kod, men den kan iakttas vid köp i butik. Det är ganska vanligt att tjuvar betraktar någon som matar in sin kortkod i butik och sedan stjäl kortet, ett problem som kan finnas även med seqr.